# Boeuf Stroganow

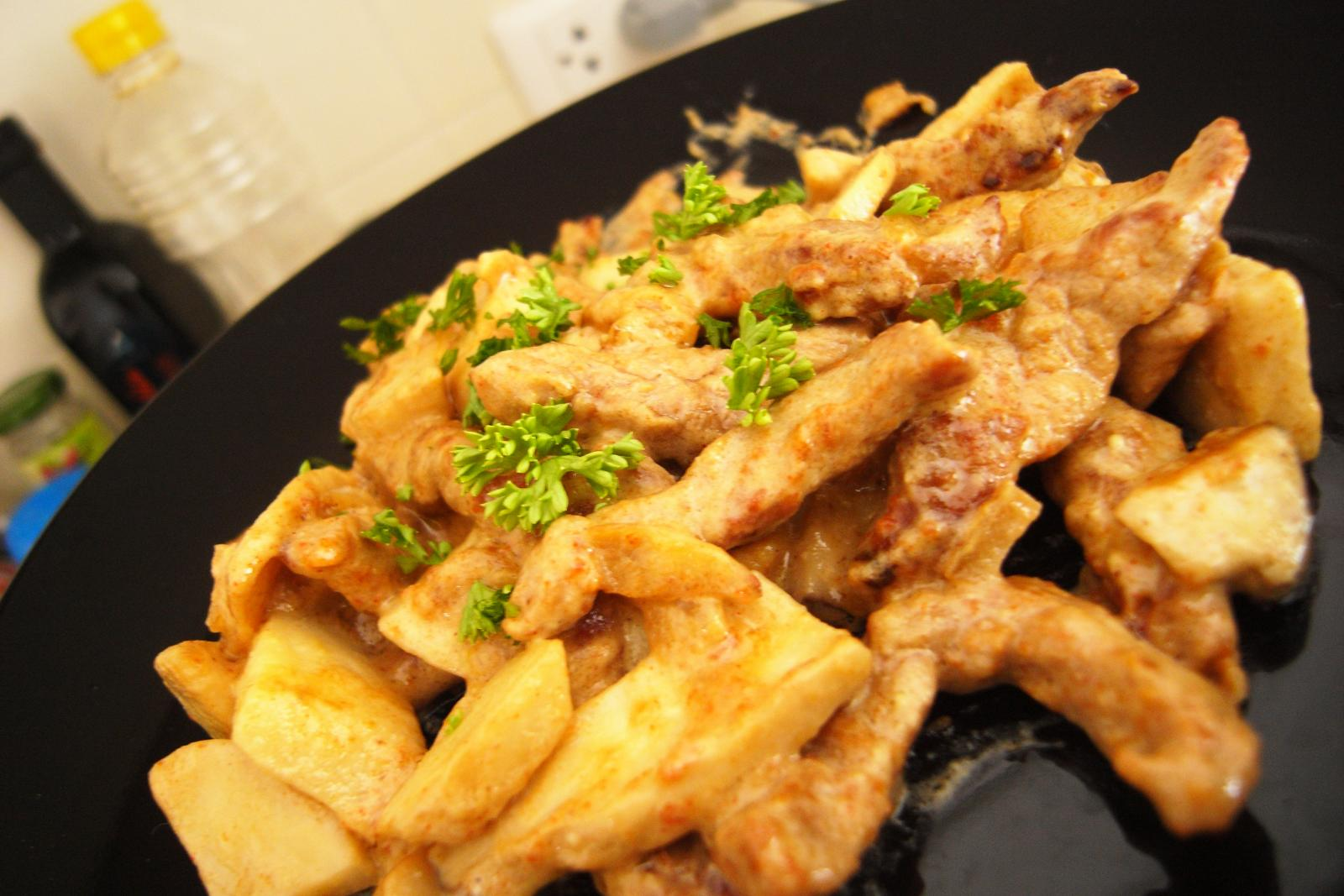
Boeuf Stroganow

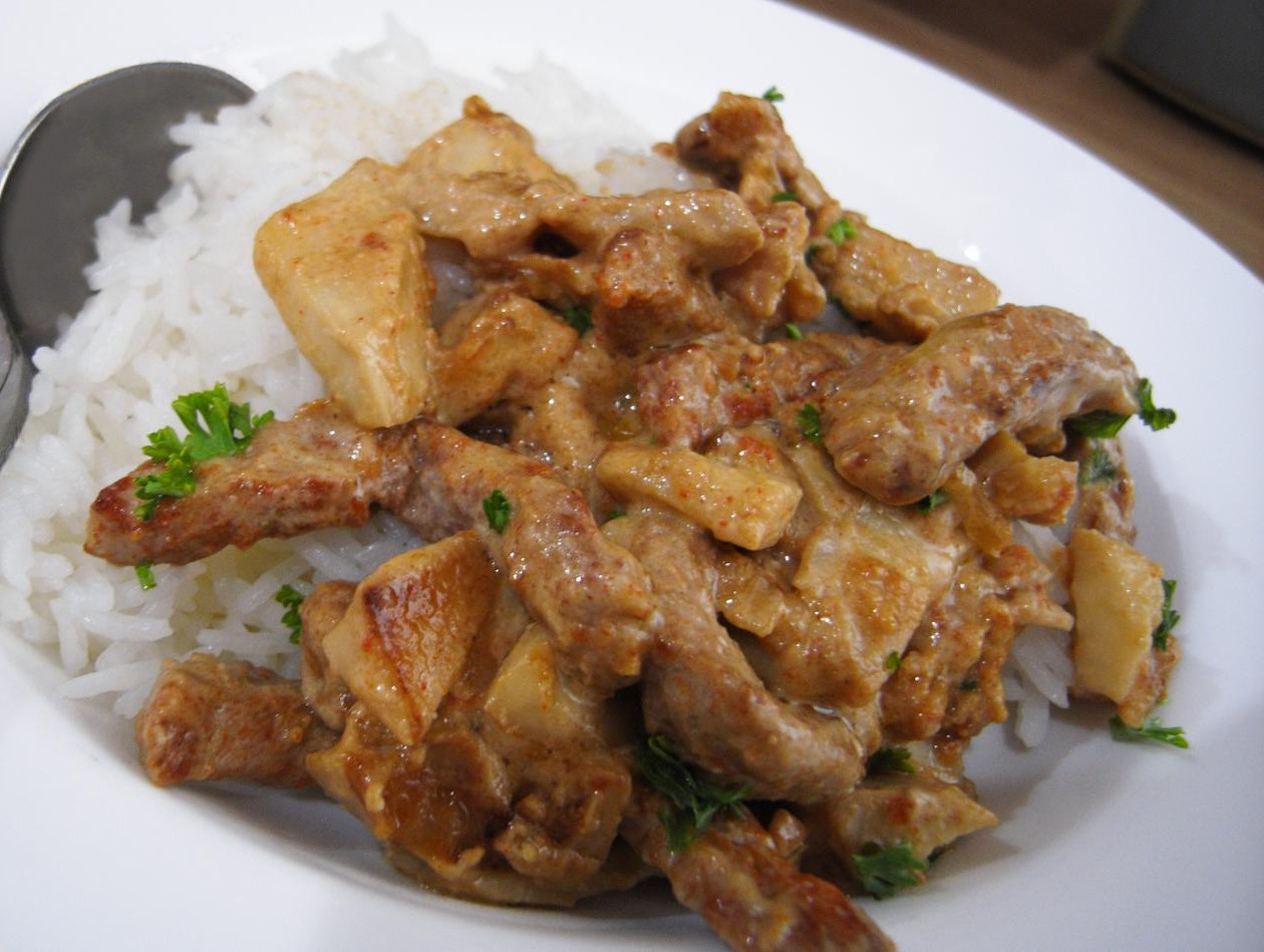
Podany z ryżem

Boeuf Stroganow (nazwa od bœuf – franc. „wołowina” i nazwiska rosyjskiego generała i urzędnika Aleksandra Grigorjewicza Stroganowa) – popularne danie, w Polsce nazywane Strogonow – poniekąd błędnie z racji oryginalnego nazewnictwa, ale tak jak w innych krajach świata, w Polsce przyjęła się nazwa, która funkcjonuje w gastronomii.
Nazwa dania, będącego kombinacją tradycji kuchni francuskiej (smażona wołowina z sosem) i rosyjskiej (sos jest dodawany do potrawy, a nie osobno), ma pochodzić od hrabiego Aleksandra Grigorjewicza Stroganowa, rosyjskiego generała, ministra i gubernatora.
Jest to wołowina krojona w wąskie paski (2 cm x 1 cm), smażona z cebulą i pieczarkami, według niektórych przepisów także z dodatkiem ogórków kiszonych i przecierem pomidorowym, pieprzem i solą. Sos może być zagęszczony mąką lub śmietaną oraz doprawiony do smaku słodką papryką. 